# كولينديل (محطة مترو أنفاق لندن)
كولينديل (بالإنجليزية: Colindale)‏ هي إحدى محطات مترو أنفاق لندن. تقع على خط نورذيرن أفتتحت في المنطقة (Zone) رقم 4 بتاريخ 18 أغسطس 1924.

## صور

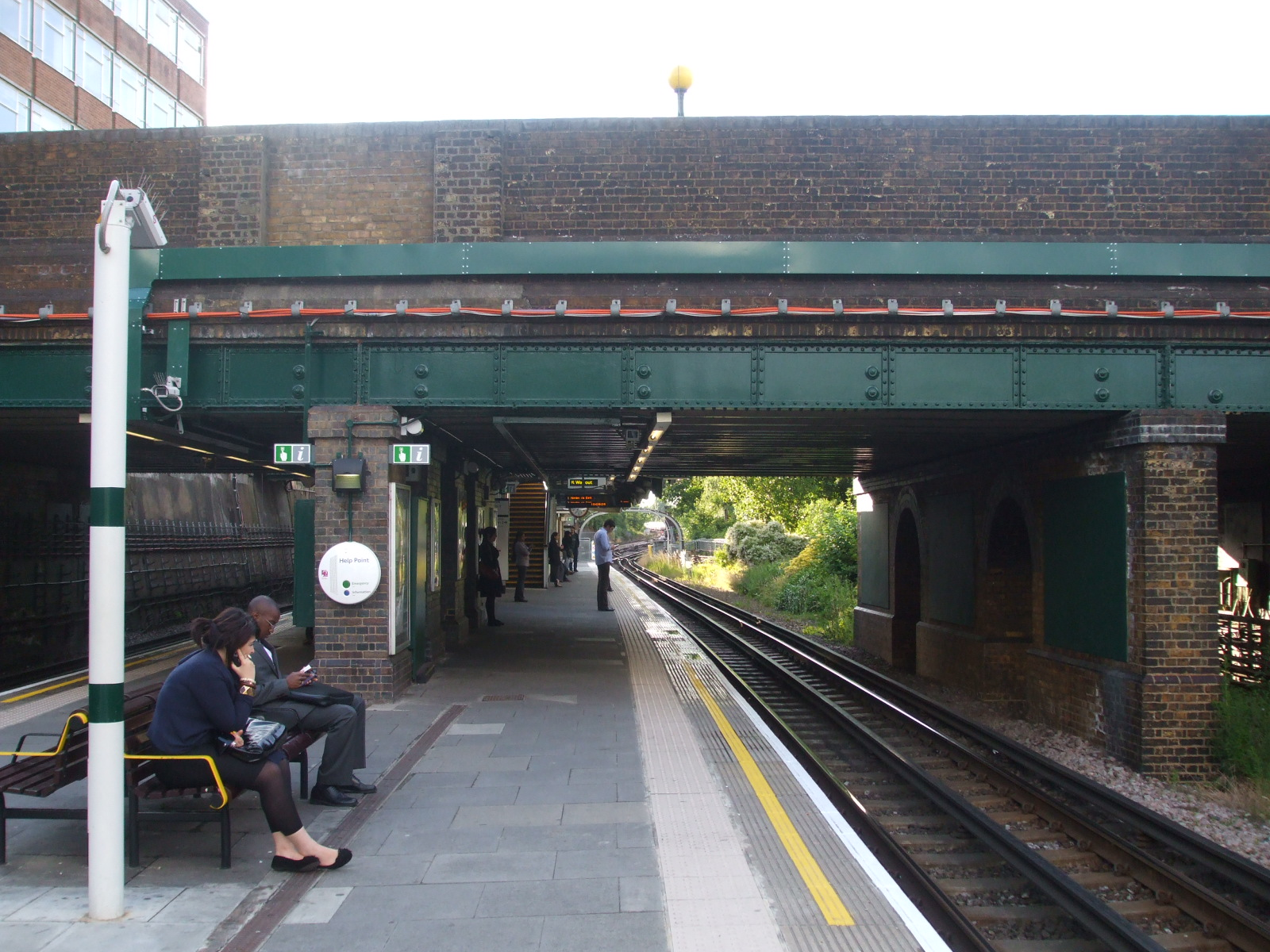
سكة القطار بإتجاة الشمال.
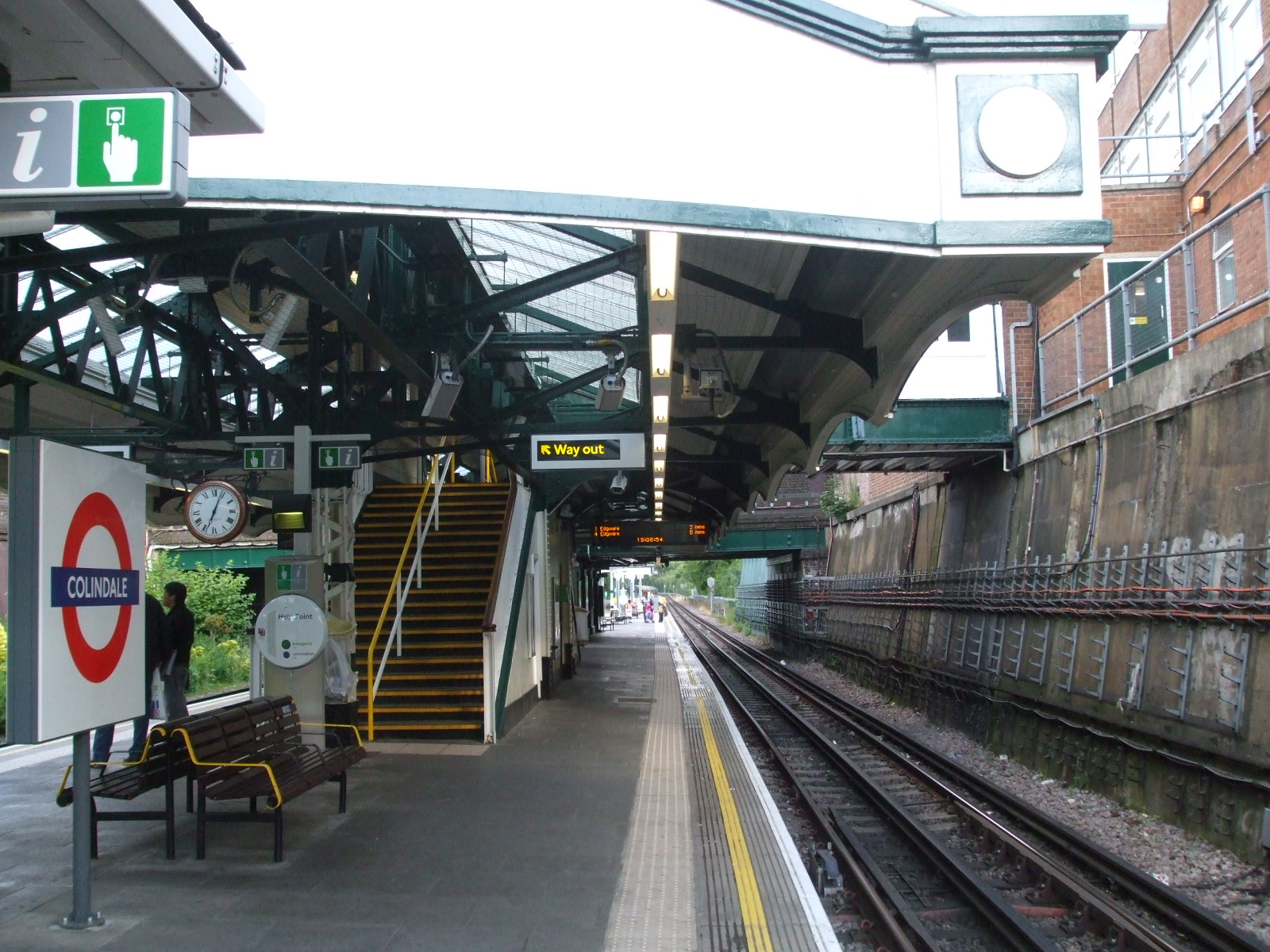
سكة القطار بإتجاة الجنوب.
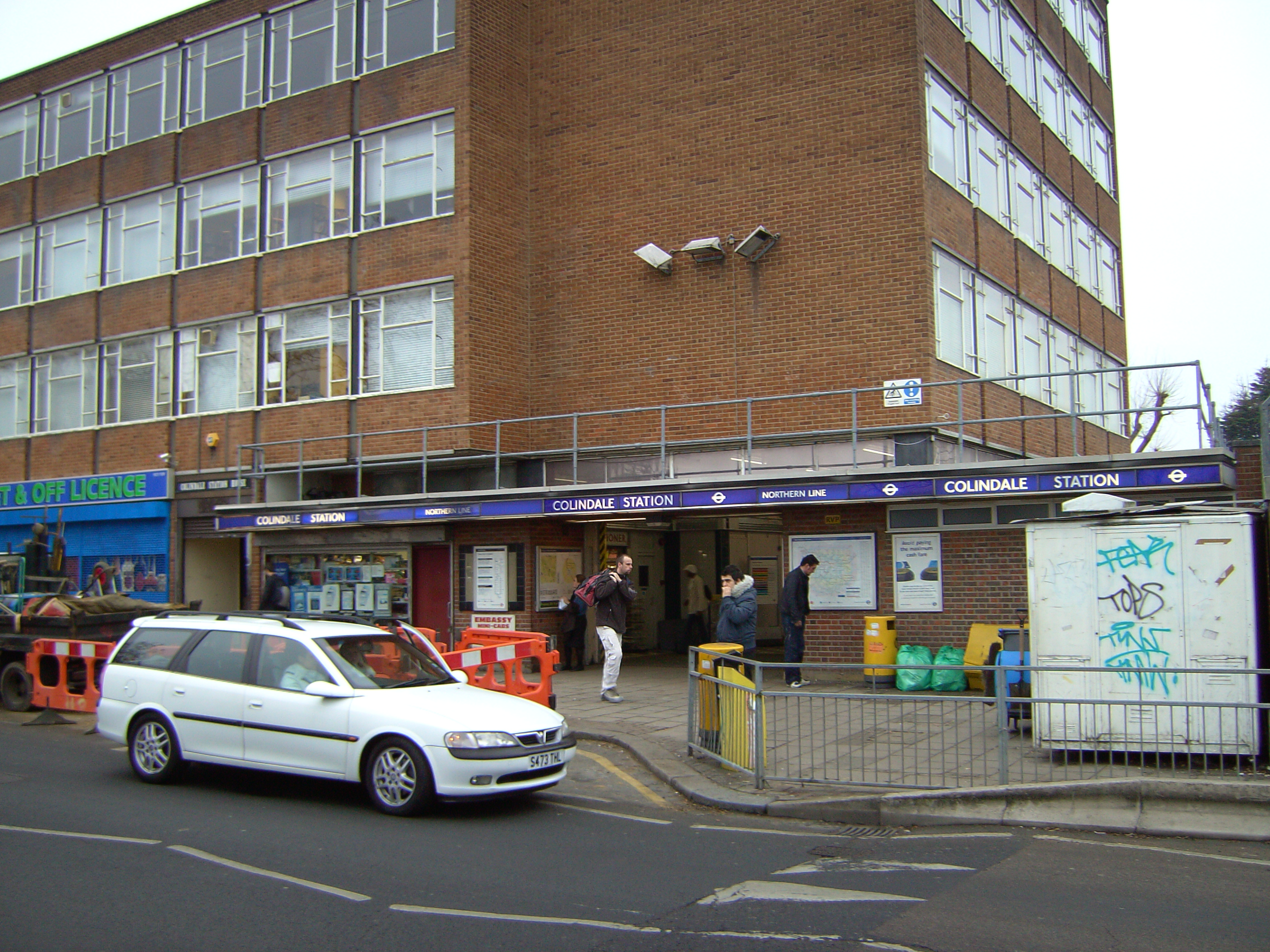
المدخل الرئيسي للمنطقة الجنوبية.
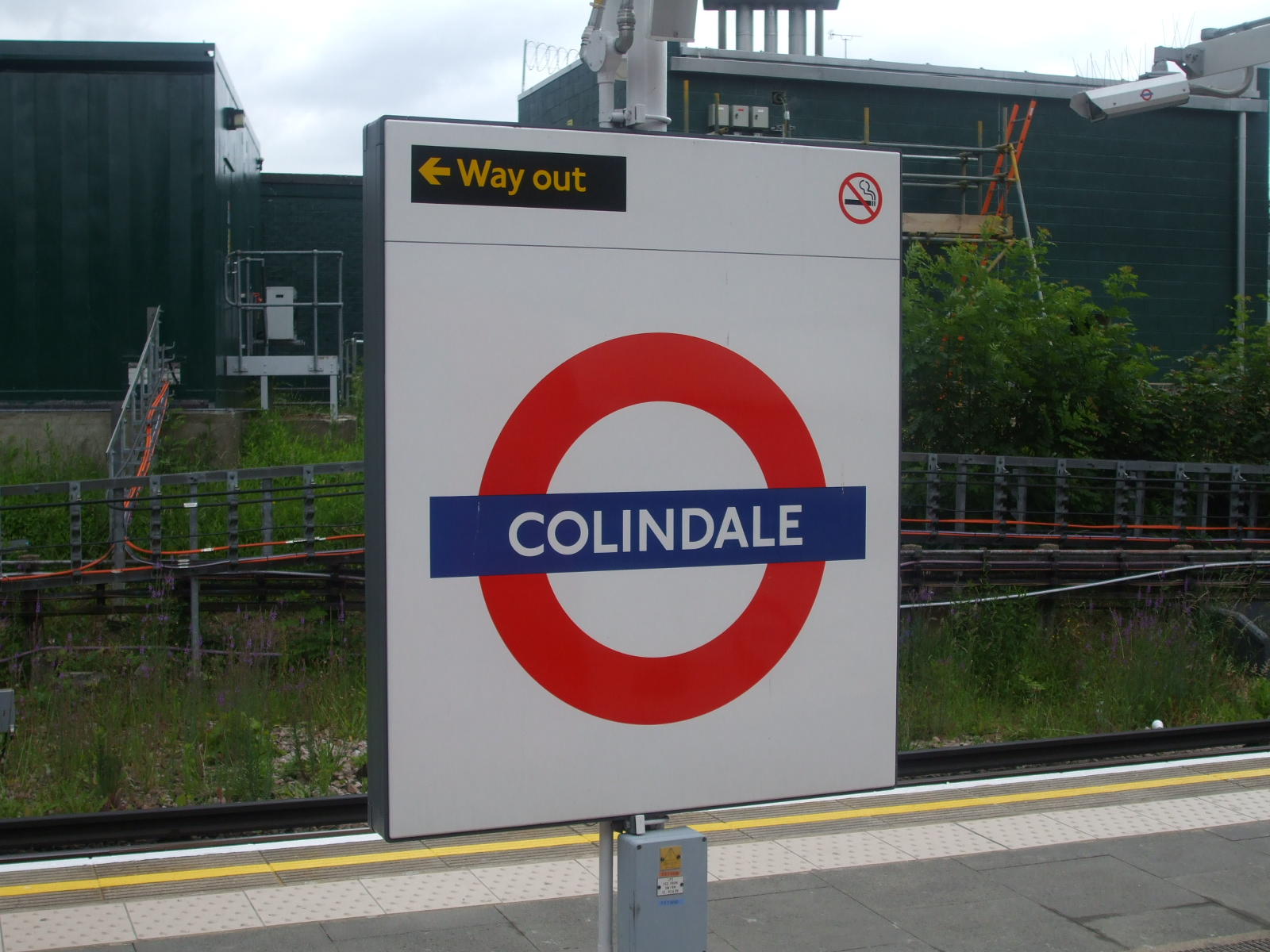
لافتة